# Idioma maratino
El maratino o tamaulipeco es una lengua indígena que se habló en la parte meridional de la región central del estado de Tamaulipas, en México. Su uso se documenta históricamente en torno a la sierra de Tamaulipas, donde diversos pueblos originarios la empleaban como medio de comunicación principal.
Entre los pueblos que lo hablaban, destacan los maratines, a quienes debe su nombre la lengua, así como los mariguanes, con quienes mantenían estrechos vínculos culturales. Ambas naciones, de filiación tamaholipa, por su cercanía territorial y política, compartían muchos rasgos que facilitaban la intercomprensión, lo que sugiere la existencia de variantes lingüísticas dentro del mismo continuo dialectal.
A pesar de su importancia histórica en la región, el maratino se considera una lengua no clasificada. Los registros existentes son sumamente escasos, limitados principalmente a testimonios de finales del siglo XVIII. Esta limitada documentación ha dificultado su filiación genética dentro de las familias lingüísticas mesoamericanas.

## Nombre
La palabra "maratino" proviene del término utilizado en español para designar a los indígenas maratines, cuya denominación, a su vez, deriva del apellido Martínez. Es probable que este nombre fuera adoptado por líderes indígenas cristianizados, en conformidad con la práctica común de asumir el apellido del padrino. En su propia lengua, sin embargo, este pueblo se autodenominaba kwini, término que se traduce como "muchachos".

## Clasificación lingüística
Morris Swadesh propuso una posible relación con las lenguas yutoaztecas, dada la presencia de ciertos paralelismos léxicos y morfológicos tentativos con la rama taracahíta. Entre estos, el uso de prefijos pronominales tanto para marcar al sujeto y al objeto en la conjugación verbal como para indicar posesión en los sustantivos, la utilización de posposiciones y la presencia de un artículo asociado al sustantivo. No obstante, Campbell (1997) considera que la falta de datos estructurales suficientes impide confirmar esta hipótesis, por lo que el maratino permanece como una lengua aislada desde el punto de vista tipológico.

## Descripción lingüística

### Fonología
La fonología del maratino no ha sido documentada de manera sistemática, sin embargo, a partir de un testimonio de la última década del siglo XVIII transcrito por fray Vicente Santa María, se pueden observar ciertos patrones fonéticos recurrentes. Se observa una marcada vocalización con predominancia de tres vocales (a, i, u), muchas veces repetidas o alargadas para indicar algún matiz gramatical o estilístico, lo que indica que emplea vocalismo prosódico. Entre dos vocales iguales seguidas parece haber una oclusión glotal.
En cuanto a las consonantes, en los registros del maratino se encuentran: b, ch, g, h, j, k, kw, l, m, n, ng, p, r, s, t, ts, w, x, y. La presencia de oclusivas sordas como ⟨p⟩, ⟨t⟩ y ⟨k⟩ es consistente, al igual que las nasales ⟨m⟩, ⟨n⟩ y el dígrafo ⟨ng⟩, que se presenta con notable frecuencia. También hay africadas y fricativas como /t͡ʃ/, transcrita como ⟨ch⟩, /t͡s/, como ⟨ts⟩ y /ʃ/, como ⟨x⟩. No hay un contraste claro entre ⟨l⟩ y ⟨r⟩, aunque la primera aparece solamente en un préstamo, al igual que ⟨y⟩. Además, la letra ⟨j⟩ aparece frecuentemente y por su distribución parece corresponder claramente a una velar sorda /x/.

### Gramática
El maratino utiliza prefijos pronominales para marcar tanto a los sujetos como a los objetos verbales, así como para indicar posesión nominal. Esto se deduce de formas como ming ‘nosotros’ o ‘nuestro’, que aparece unida a distintos verbos y sustantivos. Por ejemplo: ming kohkoh ‘nuestras fuerzas’, ming katamá ‘nuestros tiros’, ming maamehé ‘nosotros gritando’, ming maatsimetsu ‘nosotros brincando’. La partícula tse funciona como artículo, como en: tse pong ‘la cuerda’, tse xirt ‘la flecha’, tse mahká ‘el arco’.
Los verbos se estructuran en torno a formas infinitivas, sin un sistema flexivo completo. Las únicas inflexiones claramente identificadas corresponden a los infinitivos activo y pasivo, los cuales se adaptan al contexto para expresar persona, tiempo y número según el sentido, es decir, de forma pragmática. Por ejemplo: paahchu ‘matar’ y paahchichu ‘ser matado’. No se han documentado desinencias explícitas de conjugación ni tiempos verbales marcados por sufijos o prefijos adicionales.
Los sustantivos no se declinan mediante partículas externas, sino que presentan inflexiones internas para expresar número y derivación apreciativa. Por ejemplo: chiwat significa ‘mujer’, chiwata ‘mujeres’, y aachiwata ‘muchas mujeres’, con una progresiva repetición o alargamiento de la vocal inicial para denotar mayor pluralidad. Esta característica indica un sistema flexivo no segmental, en el que el grado de pluralidad se refleja fonéticamente. También se observa con xirt ‘flecha’, xiri ‘flechas’. Por otra parte, el sufijo diminutivo -i aparece registrado solamente para el término magchi ‘pajarito’, de magch ‘pájaro’.

### Sintaxis
Uno de los rasgos más característicos del maratino es el uso constante de símiles como parte inherente a la estructura sintáctica. Expresiones como juriniwa ming tikwi ‘como leones comemos carne’ no son adornos retóricos, sino elementos estructurales del discurso, empleados tanto en situaciones cotidianas como en contextos rituales o narrativos. El sufijo derivativo de semejanza -niwa se emplea recurrentemente, como en magchiniwa ‘como pajarito’ y bumniwa ‘como lobo’, mostrando su papel como marcador de comparación.
Aunque los datos no permiten reconstruir con certeza el orden sintáctico, se observa una tendencia a la colocación inicial de elementos de énfasis o agentes, seguido de verbos y modificadores, mostrando un patrón preferente SVO. En los ejemplos de canto de los maratines, se repite una construcción donde el sujeto o grupo se presenta seguido del verbo y, posteriormente, los objetos o complementos.

## Literatura
A pesar de la escasa documentación existente sobre el maratino, la mayor parte proviene de un canto tradicional de los maratines recopilado por fray Vicente Santa María, el cual ofrece una muestra directa de la literatura oral de los pueblos indígenas del centro de Tamaulipas y aporta valiosa información sobre su estilo expresivo y cosmovisión. Una de las estrofas es la siguiente:

Tse pong, tse xirt, tse mahká,
ming kohkoh, ming katamá,
tse pamini kugtimá memehé.

Canto de los maratines

## Frases de ejemplo
Paahchichu mi ming xiri magchniwa.
'Muriendo con nuestras varas como pájaro'.
Aachiwata he ming maamehé.
'Las mujeres y nosotros gritando de gusto'.
Che nohgi mah xiri ka tamugni.
'Para que vayamos con flechas a pelear al monte'.
Nohgi mehme paahchichu.
'Fuimos a hacerlos morir a pedazos'.
Baah ka peyot he ming tuché.
'Beberemos peyote y nos dormiremos'.
Ming kwino konsniwa ma tamug.
'Corremos como venado al monte'.